# Hamna-Eisfall
Der Hamna-Eisfall (japanisch ハムナ氷瀑 Hamuna-hyōbaku) ist ein Gletscherbruch an der Prinz-Harald-Küste des ostantarktischen Königin-Maud-Lands. Er mündet östlich des Hamnenabben in das südliche Ende der Bucht Hamna. 
Luftaufnahmen und Vermessungen der von 1957 bis 1962 durchgeführten japanischen Antarktisexpedition, deren Wissenschaftler 1963 die Benennung vornahmen, dienten seiner Kartierung. Sein Name ist angelehnt an die Benennung der Bucht Hamna (norwegisch für Hafen).